# Pine Forest (Teksas)
Pine Forest je grad u američkoj saveznoj državi Teksas. Prema popisu stanovništva iz 2010. u njemu je živjelo 487 stanovnika.